# TSG Kaiserslautern
Die Turn- und Sportgemeinde 1861 Kaiserslautern e. V. ist der älteste und mit rund 3000 aktiven Mitgliedern, davon über 1000 Jugendliche, der größte Sportverein der Stadt Kaiserslautern. Angeboten werden die Sportarten Fechten, Fitness und Gesundheit, Fußball, Gewichtheben, Handball, Hockey, Karate, Kegeln, Lacrosse, Laufsport, Leichtathletik, Nordic Walking, Präventions- und Fitnesskurse, Reha-Sport, Tennis, Tischtennis, Triathlon, Turnen, Wandern und Wintersport. Das Präsidium wird in der Vereinsführung vom Hauptausschuss unterstützt, der aus den Abteilungsleitern gebildet wird.

## Eckdaten der Vereinsgeschichte
Der Verein wurde am 25. März 1861 als „Turnverein Kaiserslautern“ gegründet. Am 17. August 1888 fusionierte der Turnverein und die im Ort ansässige „Turngesellschaft 1886“ zum „Turnverein Kaiserslautern / Vereinigte Turnerschaft a.V.“. Erst 15 Jahre später erfolgte die Einweihung des ersten Turnerheims an der Jahnstraße (heute Am Turnerheim). Mit dem Ausbruch des Ersten Weltkriegs kam der Turnbetrieb am Standort zum Erliegen. Von 1918 bis 1924 waren die Turnvereine durch die Besatzungsmacht Frankreich verboten. Das Turnerheim diente von 1918 bis Juni 1930 als Standort für die französischen Streitkräfte. Bereits 1919 schlossen sich der Sportverein Sandow, die Freie Turnerschaft 1906, die Turngesellschaft 1909 und der Spielleuteverein zur Freien Turn- und Sportvereinigung Kaiserslautern zusammen. Durch den neuen Vereinsverbund wurde 1923 die Sportanlage Buchenloch erschlossen. Nach dem Abzug der französischen Truppen wurde von 1930 bis 1933 das Turnerheim in der Jahnstraße renoviert und mit einem Festakt neu eingeweiht. 1933 erfolgte aus politischen Gründen die Umbenennung in „Männer-Turn- und Sportverein“. 1938 schlossen sich der Turnverein 1861 Kaiserslautern und der Männer-Turn- und Sportverein zum neuen Breitensportverein „Turn- und Sportgemeinde 1861 Kaiserslautern“ zusammen und bildeten Abteilungen im Turnen, Fechten, Kegeln, Faustball, Handball, Hockey, Leicht- und Schwerathletik. Von 1939 bis 1945 ruhten alle sportlichen Aktivitäten auf Grund des Zweiten Weltkriegs im Verlaufe dessen auch das Turnerheim und alle Spielflächen zerstört wurden. 1946 gründete sich der Verein unter der Bezeichnung „Sportverein Kaiserslautern“ (SVK) neu. Vier Jahre später erfolgte die Rückbenennung in den heutigen Namen und nach Freigabe des Vereinsvermögens auch der Wiederaufbau der Sportanlage Buchenloch, wobei man dabei auf die Festhalle verzichtete.

## Vereinsgelände
Die TSG verfügt über ein 9,6 ha großes Areal im Buchenloch. Es gibt zwei Sporthallen, einen Kurssaal, drei Naturrasen-Fußballplätze, einen Kunstrasenplatz, einen eigenen Kunstrasen-Hockeyplatz mit Hockeyheim, vier Tennisplätze mit Tennishaus, einen Kraftraum, 8 Classic-Kegelbahnen und eine Gaststätte.

## Abteilungen

### Fußball
Von 1947 bis 1952 spielten die Fußballer des Vereins in der Landesliga Westpfalz, die seinerzeit die höchste Amateurklasse des Südwestdeutschen Fußballverbandes im Raum Westpfalz bildete.
Die 1. Herrenmannschaft der TSG spielt aktuell in der Bezirksliga Westpfalz, nachdem sie 2014 aus der Verbandsliga Südwest und 2015 aus der Landesliga West abstieg. Zuvor waren die Herren seit der Saison 2009/10 in der Verbandsliga Südwest vertreten.
Die A-Jugend der TSG spielte von der Saison 2008/09 bis zur Saison 2013/14 in der Regionalliga Südwest. Seit der Saison 2014/15 gibt es eine Frauenmannschaft, diese spielt in der Bezirksliga Westpfalz Nord.

### Handball
Die Handballabteilung befindet sich mit der Handballabteilung des 1. FC Kaiserslautern aktuell in einer Handball-Spielgemeinschaft (HSG), die sowohl im Jugend- als auch im Aktivenbereich erfolgreich ist. Unter anderem gewann die 1. Herrenmannschaft in der Saison 2015/16 den Verbandspokal und qualifizierte sich mehrfach für das Final-Four um den Pfalzpokal. Ebenso konnte die HSG Kaiserslautern als ungeschlagener Tabellenführer der Verbandsliga in der Saison 2017/18 in die Pfalzliga aufsteigen und dort bereits im ersten Jahr im oberen Tabellenbereich mitspielen.

### Hockey
Die Herren waren 1969 Gründungsmitglied der Feldhockey-Bundesliga. Im Frühjahr 2017 spielte das Team im Feld in der Oberliga Rheinland-Pfalz/Saar. Im Hallenhockey ist die 1. Mannschaft ebenfalls in der Oberliga ansässig. Das Damenteam spielte im Frühjahr 2017 auf dem Feld in der Verbandsliga und in der Halle in der Oberliga Rheinland-Pfalz/Saar.
Des Weiteren spielen zwölf Kinder und Jugendmannschaften in allen Altersklassen bei der TSG Hockey.

### Tischtennis
Die 1. Damenmannschaft spielt in der Saison 2016/17 in der Oberliga Südwest und die 1. Herrenmannschaft in der Regionalliga Südwest West. 2007 gewannen die Damen Ü 40 bei den Deutschen Tischtennis Mannschaftsmeisterschaften und sicherten damit der TSG und dem Pfälzischen Tischtennisverband den ersten Deutschen Mannschafts-Meistertitel der Vereins- und Verbandsgeschichte.

### Kegeln
Die Kegelabteilung verfügt über 8 Classic-Bahnen. In der Saison 2014/2015 waren insgesamt 8 Mannschaften aktiv: 4 Herren-, 2 Damen- und 2 Jugendmannschaften. Die ersten Mannschaften der Herren und Damen spielen 2. Bundesliga. Die Jugend startet in der Landesjugendrunde.

### Lacrosse
Die deutsch-amerikanische Lacrosseabteilung verfügt über eine Damen- (K-Town Ladyjacks) sowie über eine Herrenmannschaft (K-Town Lumberjacks). Im Jahr 2023 feierten die Lady- und Lumberjacks ihr 15-jähriges Bestehen. Seit 2017 veranstalten die Lacrossespieler der TSG den KLax-Cup, an dem Damen- und Herrenmannschaften aus ganz Deutschland und Luxemburg teilnehmen.

### Fitness und Gesundheit
Im September 2009 wurde die Abteilung Fitness & Gesundheit gegründet, die Nordic Walking, offene Lauftreffs für Erwachsene und Jugendliche, Kindertraining sowie Ganzkörperstabilisationstraining, Rehasport (pAVK, Diabetes, Orthopädie, Herzsport) anbietet.